# Очела
Очела (также Агзеле или Атзеле, латг. Agzele, латыш. Atzele, лат. terra Agzele, нем. Adzelle, Atzell) — древнее государство латгалов, находившиеся на современной территории Латвии и России. В некоторых исследованиях считается частью Талавы. Очела платила дань Новгороду и Пскову и начала принимать от них православное христианство до прихода крестоносцев.

## Территория
Территория Очелы занимала северо-восточную часть современной Латвии (Апский край, Алуксненский край, Ругайский край, Балвский край, Вилякский край, Балтинавский край, север Карсавского края) и прилегающие земли Псковской области, простираясь до реки Великая (латгалы её называли Мудва, Мудве — «быстрая»).
Очела включала в себе следующие места («земли»):
- Агзеле — собственно Очела с центром в Агзеле, ныне Гауйиена на севере Апского края;
- Березне — ныне Берзпилсская волость Ругайского края; главное городище находилось на горе Берзинес (Bērzīnes) на берегу реки Паукле;
- Пурнуве — ныне село Пурнава (латыш. Purnava), Лиепнинская волость северо-восточного Алуксненского края; распространяло влияние также на Вилякский край (север бывшего Яунлатгальского (Абренского) уезда) с центром в Виляке;
- Абелене — ныне село Обелева или Обелёва (латыш. Obeļova или Ābeļava) у одноимённого озера в Балтинавском крае, распространяло влияние также на север Карсавского края и приграничные районы Пыталовского района, в окрестностях несколько городищ; главное, давшее названию краю, возможно, располагалось на 30-метровом городище Обелявас (Ōbeļavas) к северу от Карсавы;
- Абрене — центральное городище, отождествляется с расположенным у высоты 123,9 м селом Абрини или Абриняс (латыш. Abriņas) в Бриежуциемской волости Балвского края.

## История
- В 1111 году в Очелу вторгся князь новгородский Мстислав Владимирович Великий[4].
- В 1180 году против Очелы выступает войско князя новгородского Мстислава Ростиславича Храброго.

Когда в 1184 году началась католическая христианизация Ливонии, обернувшаяся с 1193 года уже военными кампаниями крестоносцев,  покорение  ливов поставило под удар и их соседей -- латгалов и эстов  областей Сакала и Уганди, также  плативших дань русским, но уже не Полоцку, а Новгороду. Поскольку латгалы и эсты часто между собой воевали, немецкие завоеватели использовали это для своих целей. 
В 1208 г. рыцари вместе с латгалами Талавы разорили Сакалу и Уганди. Эсты (из Уганди и Сакалы) в ответ разорили окрестности Трикаты и осадили резиденцию талавского князя Таливалдиса Беверин. Латгальские князья Руссин и Варидот ответили сокрушительным военным походом в Сакалу, застигнутую врасплох. В Хронике Ливонии это описывается так: «Тут везде по деревням они нашли в домах и мужчин и женщин с детьми и убивали всех с утра до вечера, и женщин и малых детей; убили триста лучших людей и старейшин области саккальской, не говоря о бесчисленном множестве других, так что наконец от усталости и этой массы убийств у них отнялись руки. Залив все деревни кровью множества язычников, они на следующий день пошли назад, собирая везде по деревням много добычи, уводя с собой много крупного и мелкого скота и массу девушек, которых единственно и щадят войска в тех странах».
В 1210 –1212 гг. дружины новгородского князя Мстислава Мстиславича Удатного и  его брата, псковского князя  Владимира Мстиславича совершили походы в земли Уганди и Вайгу, вплоть до Ярвамаа и Харьюмаа.  Получив согласие эстов принять православие и платить дань, русские не заключили с ними военного союза против крестоносцев.  Вдобавок  своих гарнизонов в крепостях эстов русские не оставили, как и православных священников не прислали.  
- Осенью 1223 года Очелу атаковал Орден меченосцев.
- В 1224 году меченосцы подчинили Очелу; в том же году Очела была разделена: в подчинении Ордену остался торговый путь из Гауи с городищами Агзеле и в Мариенбурге (1/3), а земли Пурнуве, Березне, Абелене и Абрене были присоединены к Ливонскому епископству и позже стали частью Рижского архиепископства (2/3).